# 圣乔瓦尼-德尔多索
圣乔瓦尼-德尔多索（義大利語：San Giovanni del Dosso）是意大利曼托瓦省的一个市镇。总面积15.2平方公里，人口1353人，人口密度89.0人/平方公里（2009年）。国家统计（ISTAT）代码为020058。